# Alice Gorman
Alice Gorman (1964) és una arqueòloga, consultora de patrimoni i professora australiana, que és coneguda sobretot per la seva tasca pionera en el camp de l'arqueologia espacial i el seu blog Space Age Archeology. Amb seu a la Universitat de Flinders, és experta en anàlisis d'eines de pedra indígenes, però més coneguda per les seves investigacions sobre l'arqueologia de restes orbitals, llocs de llançament terrestres i estacions de seguiment de satèl·lits. Gorman ensenya estudis moderns de cultura material, gestió del patrimoni cultural i eines de pedra australianes. Gorman també és membre fundadora del Consell d'Arqueologia, Ciència i Patrimoni de For All Moonkind, Inc., una organització sense ànim de lucre que desenvolupa i busca aplicar una convenció internacional per protegir el patrimoni cultural humà a l'espai exterior.

## Arqueologia tradicional
Gorman es va graduar a la Universitat de Melbourne al 1986 amb un títol de B.A. (Hons) abans de treballar com a consultora arqueològic al sector de la gestió del patrimoni indígena. Va tornar a estudiar a finals dels anys noranta i va obtenir un doctorat de la Universitat de Nova Anglaterra al 2001. La seva tesi doctoral va examinar com els arqueòlegs poden identificar eines utilitzades en la modificació del cos mitjançant l'anàlisi del desgast i dels residus. Després de graduar-se, va continuar treballant com a consultora de patrimoni fins que va rebre una plaça acadèmica permanent a la Universitat de Flinders al 2005. Gorman continua treballant en el sector de la gestió del patrimoni indígena en contractes a curt termini.

## Arqueologia espacial
Des de petit, Gorman volia ser alhora astrofísica i arqueòloga. Tot i que va acabar desenvolupant una carrera en arqueologia, ha reconciliat les dues branques convertint el seu enfocament de recerca en l'arqueologia de l'exploració espacial, o simplement, en l'arqueologia espacial (per a l'ús d'imatgeria per satèl·lit per examinar jaciments i paisatges arqueològics, així com veure teledetecció). Al 2003, va participar en la primera sessió de conferències sobre arqueologia espacial al V Congrés Arqueològic Mundial amb John Campbell i Beth Laura O'Leary.
Des de mitjans de la dècada de 2000, ha produït una sèrie de publicacions sobre arqueologia espacial i se li acredita per haver estat pionera en el concepte d'espai com a paisatge cultural i l'aplicació de l'avaluació de la importància cultural a la "brossa espacial". Gorman no només va explorar la "Cursa espacial" que va ocórrer durant la Guerra Freda, també va considerar la contribució dels pobles indígenes a l'exploració espacial global i les signatures arqueològiques d'aquesta interacció.
La investigació d'arqueologia espacial de Gorman inclou el satèl·lit més antic que encara està en òrbita, Vanguard 1, els llocs de llançament terrestre de Woomera i Kourou i l'estació de seguiment de la NASA Orroral Valley. Al 2013, Gorman va rebre el reconeixement pel seu treball sobre l'arqueologia de l'espai quan va ser convidada a presentar a TEDx Sydney.
Gorman és membre de la facultat de la Universitat Internacional de l'Espai, assessora de l'Australian Research Council i membre de nombroses organitzacions espacials i arqueològiques, inclosa la Space Industry Association of Australia. Escriu regularment a The Conversation, on detalla gran part de la seva investigació arqueològica espacial per a un públic general. El seu treball s'ha inclòs a l'antologia Science Online del 2013 i a la col·lecció de Best Australian Science Writing (2013).
Al 2019, Gorman va publicar el seu primer llibre sobre arqueologia espacial titulat "Dr Space Junk vs The Universe: Archaeology and the future" per al qual va ser entrevistada al programa Conversations de l'ABC. El desembre de 2019, "Dr Space Junk vs The Universe: Archaeology and the future" va rebre el premi John Mulvaney Book Award de l'Associació Arqueològica Australiana, que reconeix una publicació significativa sobre Australian Archaeology.

## Premis i reconeixements
Al 2016, Gorman va ser elegida membre de la Society of Antiquaries de Londres. Al 2017 va ser guardonada amb el premi de premsa Bragg UNSW per a la redacció de ciències pel seu assaig "Traces fossils: The silence of Ediacara, the shadow of uranium". Al 2020, Gorman va rebre un Distinguished Alumni Award de la Universitat de Nova Anglaterra.

## Publicacions
- Gorman, A.C. (2019). Dr Space Junk vs the Universe: Archaeology and the Future. Sidney: NewSouth Books.
- Smith, C., Burke, H.D., Ralph, J., Pollard, K., Gorman, A.C., Wilson, C.J., et al. (2019). Pursuing social justice through collaborative archaeologies in Aboriginal Australia. Archaeologies, 15: 536-569.
- Gorman, A.C. (2018). Gravity's playground: dreams of spaceflight and the rocket park in Australian culture. In Darran Jordan and Rocco Bosco, ed. Defining the Fringe of Contemporary Australian Archaeology. Pyramidiots, Paranoia and the Paranormal. Newcastle upon Tyne: Cambridge Scholars Publishing, pp. 92-107.
- Munt, S., Roberts, A. and Gorman, A. (2018). An investigation of human responses to climatic fluctuations at Allen's Cave, South Australia, from ca 40,000 to 5,000 BP, by a technological analysis of stone artefacts. Australian Archaeology, 84(1) pp. 67-83.
- Burke, H.D., Arthure, S.A., De Leiuen, C., McEgan, J. and Gorman, A.C. (2018). In Search of the Hidden Irish: Historical Archaeology, Identity and "Irishness" in Nineteenth Century South Australia. Historical Archaeology, 52(4) pp. 798-823.
- Gorman, A.C. (2017). Trace Fossils. The silence of Ediacara, the shadow of uranium. In Julianne Schultz and Patrick Allington, ed. Griffith Review 55 State of Hope. Melbourne: Text Publishing, pp. 257-266.
- Gorman, A.C. (2016). Culture on the Moon: bodies in time and space. Archaeologies, 12(1) pp. 110-128.
- Gorman, A.C. (2016). Tracking cable ties: contemporary archaeology at a NASA satellite tracking station. In Ursula K. Frederick and Anne Clarke, ed. That was Then, This is Now: Contemporary Archaeology and Material Cultures in Australia. Newcastle-upon-Tyne, United Kingdom: Cambridge Scholars Publishing, pp. 101-117.
- Wallis, L., Gorman, A. and Burke, H.D. (2013). The opportunities and challenges of graduate level teaching in cultural heritage management. Australian Archaeology, 76 pp. 52-61.
- Gorman, A. C. and Beth Laura O'Leary, 2013, The archaeology of space exploration. In Paul Graves-Brown, Rodney Harrison and Angela Piccini (eds) The Oxford Handbook of the Archaeology of the Contemporary World. pp 409–424 Oxford: Oxford University Press
- Gorman, A. C., 2013, Space archaeology In Claire Smith (Editor in chief) Encyclopedia of Global Archaeology, SpringerReference
- Gorman, A. C., 2012, Space Archaeology. In Neal Silberman, ed. The Oxford Companion to Archaeology. USA: Oxford University Press, pp. 197–200.
- Burke, H. D., Gorman, A., Mayes, Ken, and D. Renshaw, 2011, The Heritage Uncertainty Principle: Excavating Air Raid Shelters from the Second World War. In Katsuyuki Okamura and Akira Matsuda, ed. New Perspectives in Global Public Archaeology, pp 139–154. Nova York, USA: Springer
- Gorman, A. C., 2011, The sky is falling: how Skylab became an Australian icon. Journal of Australian Studies, 35(4):529-546.
- Wallis, Lynley and A. C. Gorman, 2010, A time for change? Indigenous heritage values and management practice in the Coorong and Lower Murray Lakes region, South Australia. Australian Aboriginal Studies 2010(1):57-73
- Gorman, A. C., 2009, The gravity of archaeology. Archaeologies: The Journal of the World Archaeological Congress 5(2):344-359
- Gorman, A. C., 2009, The archaeology of space exploration. In David Bell and Martin Parker (eds) Space Travel and Culture: From Apollo to Space Tourism, pp 129–142. Wiley-Blackwell
- Gorman, A. C., 2009, The cultural landscape of space. In Ann Darrin and Beth Laura O'Leary (eds) The Handbook of Space Engineering, Archaeology and Heritage, p 331–342. CRC Press: Boca Raton
- Gorman, A. C., 2009, Heritage of Earth orbit: orbital debris – its mitigation and heritage. In Ann Darrin and Beth Laura O'Leary (eds) The Handbook of Space Engineering, Archaeology and Heritage, pp 377–393. CRC Press: Boca Raton
- Gorman, A. C., 2009, Beyond the Space Race: the significance of space sites in a new global context. In Angela Piccini and Cornelius Holthorf (eds) Contemporary Archaeologies: Excavating Now, pp 161–180 Berna: Peter Lang
- Gorman, A. C., 2008, The primitive body and colonial administration: Henry Ling Roth's approach to body modification. In Iain Davidson and Russell McDougall (eds) The Roth Family: Anthropology and Colonial Administration pp 83–103 Left Coast Press, Walnut Creek, CA
- Gorman, A. C., 2007, La terre et l'espace: rockets, prisons, protests, and heritage in Australia and French Guiana. Archaeologies: Journal of the World Archaeological Congress 3(2):153-168
- Gorman, A. C. and Beth Laura O'Leary, 2007, An ideological vacuum: the Cold War in space. In John Schofield and Wayne Cocroft (eds) A fearsome heritage: diverse legacies of the Cold War, pp 73–92 Left Coast Press, Walnut Creek, Califòrnia
- Gorman, A. C., 2005, The cultural landscape of interplanetary space. Journal of Social Archaeology 5(1):85-107
- Gorman, A. C., 2005, The archaeology of orbital space. In Australian Space Science Conference 2005, pp 338–357, RMIT University, Melbourne